# Donges
Donges település Franciaországban, Loire-Atlantique megyében. Lakosainak száma 8117 fő (2022. január 1.). Donges Besné, La Chapelle-Launay, Crossac, Montoir-de-Bretagne, Prinquiau és Saint-Malo-de-Guersac községekkel határos.

## Népesség
A település népességének változása:
| Lakosok száma | 6458 | 6726 | 6377 | 6338 | 7330 | 7699 | 7961 | 8152 | 8109 | 8117 |
|               | 1968 | 1982 | 1990 | 2006 | 2013 | 2015 | 2017 | 2019 | 2020 | 2022 |